# Аффект (уголовное право)
Аффе́кт (от лат. Affectus — страсть, душевное волнение), состоя́ние аффе́кта, физиологи́ческий аффе́кт — в уголовном праве обозначает особое эмоциональное состояние человека, представляющее собой чрезвычайно сильное кратковременное эмоциональное возбуждение, вспышку таких эмоций, как страх, гнев, ярость, отчаяние, бурно протекающее и характеризующееся внезапностью возникновения, кратковременностью протекания, значительным характером изменений сознания, нарушением волевого контроля над действиями.

## Виды аффекта
Аффект может быть физиологическим и патологическим. При физиологическом аффекте возникшее состояние представляет собой интенсивную эмоцию, которая доминирует в сознании человека, снижает его контроль своих поступков, характеризуется сужением сознания, определенным торможением интеллектуальной деятельности. Однако при этом не наступает глубокого помрачения сознания, сохраняется самообладание и поэтому физиологический аффект может уменьшать, но не исключает ответственности.
Патологический аффект характеризуется полным помрачением сознания и неуправляемым импульсивным действием. Он является обстоятельством, исключающим вменяемость.

## Значение аффекта в уголовном праве
Физиологический аффект является смягчающим уголовную ответственность состоянием при условии, что он является реакцией на противоправное либо аморальное поведение потерпевшего, которое может носить однократный или систематический характер; в последнем случае речь идёт о наличии длительной психотравмирующей ситуации.
В юридической литературе подчёркивается, что ситуация насилия, оскорбления или других подобных действий со стороны потерпевшего должна «существовать реально, а не в воображении субъекта», однако одна и та же ситуация может отразиться в сознании субъекта совершенно по-разному в зависимости от особенностей его личности, психического состояния — всего того, что предшествовало её возникновению. Поэтому сила и глубина аффективной вспышки не обязательно прямо пропорциональны объективной силе раздражителя (оскорбления, насилия или попытки к его совершению). Этим может быть объяснена кажущаяся, с обыденной точки зрения, парадоксальность и неадекватность некоторых аффективных реакций.
Состояние физиологического аффекта учитывается при конструировании составов со смягчающими обстоятельствами, а также входит в перечень обстоятельств, смягчающих наказание.
Выделяют также обычный и кумулятивный аффект. Обычный аффект возникает в связи с каким-то непосредственным воздействием влиянием на человека. Кумулятивный («накопительный») наступает не в результате непосредственного сильного влияния, а в результате накопления относительно слабых влияний, каждое из которых в отдельности не могло бы вызвать состояние аффекта.
Наличие признаков физиологического аффекта является основанием для назначения судебно-психологической экспертизы, которая и устанавливает наличие или отсутствие аффекта. Для отграничения физиологического и патологического аффекта может быть назначена комплексная психолого-психиатрическая экспертиза.
Достаточно часто следственные и судебные органы допускают ошибки, связанные с установлением аффекта: так, по статистике судебных органов России, лишь в 26,2 % случаев наличие аффекта было правильно установлено на стадии предварительного расследования; в 62,2 % случаев неправильная квалификация деяния была исправлена судом при вынесении приговора; в 11,6 % случаев ошибка была исправлена лишь при пересмотре дела вышестоящей судебной инстанцией.
Следует также иметь в виду, что реакция на психотравмирующую ситуацию является индивидуальной для каждого человека, и что далеко не всегда можно говорить о наличии аффекта в случае совершения деяния в ответ на психотравмирующую ситуацию.

## Физиология

### Патологический аффект
Патологический аффект настолько захватывает человека, что он теряет способность рационально мыслить и контролировать свои действия — вся его деятельность становится направленной на цель, заданную эмоционально. В этом состоянии, которое не может длиться дольше нескольких секунд, наблюдается резкая мобилизация ресурсов организма, в результате чего человек может демонстрировать ненормальную для него силу и реакцию, однако по прошествии короткого времени ресурсы организма исчерпываются, что часто приводит к потере им сознания. Человек, переживший состояние патологического аффекта, не помнит ничего, что с ним в этот момент происходило. После этого эпизода у него зачастую резко ухудшается здоровье, обостряются хронические заболевания.